# Constantine (Vaud)
Constantine es una localidad y antigua comuna suiza del cantón de Vaud, situada en el distrito de Broye-Vully a orillas del lago de Morat. Limita al noreste con la comuna de Bellerive, al sureste con Avenches, y de sur a noroeste con Montmagny.
Desde el 1 de julio de 2011 entró en vigor la fusión de la comuna con las comunas de Bellerive, Chabrey, Montmagny, Mur, Vallamand y Villars-le-Grand en la nueva comuna de Vully-les-Lacs.